# 尼亞巴隆哥河

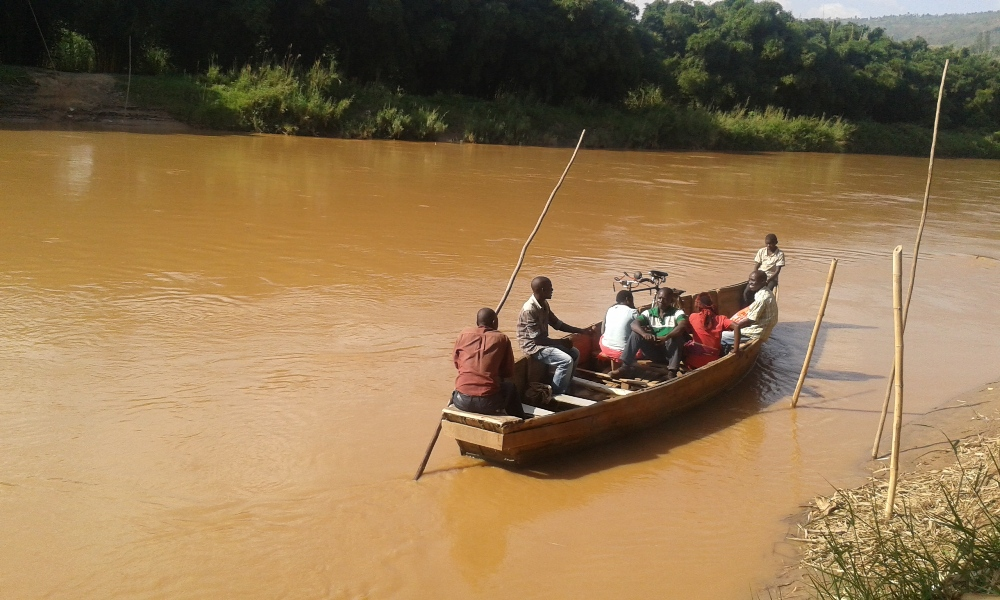
尼亞巴隆哥河

尼亞巴隆哥河（Nyabarongo），或稱尼亞瓦龍古河（Nyawarungu），是盧安達的一條主要河流，也是尼羅河源流之一。該河全長297公里，是盧安達最長的河流。
尼亞巴隆哥河發源於盧安達西南部，大致位於基伏湖的東邊。先向北流，再向東南流，其後注入蒲隆地邊境的瑞魯湖。自該湖流出的河段稱為卡蓋拉河，沿著盧安達與蒲隆地、坦尚尼亞的邊界而流，與魯武武河匯流後轉向北流，其後轉向東沿著坦尚尼亞與烏干達邊界而流，最終注入維多利亞湖。